# Dopamina (película)
Dopamina es una película documental de 2020 coproducida entre Colombia, Uruguay y Argentina. Dirigida por Natalia Imery Almario, fue estrenada el 3 de diciembre de 2020 en salas de cine de Bogotá, Cali y Medellín, y participó además en eventos nacionales e internacionales como el Bogotá Audiovisual Market, el Talent Campus de Buenos Aires, el Festival Cine en Desarrollo de Toulouse, el Festival Internacional de Cine de Cali y el Festival de Cine de Turín, entre otros.

## Sinopsis
Ricardo Imery Valderrama, el padre de Natalia, padece de enfermedad de Parkinson, lo que genera una fuerte crisis familiar. Justo en ese momento, Natalia les confiesa a sus padres su orientación sexual, sorprendiéndose al encontrar rechazo de su parte. La joven no puede entender por qué sus padres, habiendo sido militantes de izquierda en su juventud que luchaban por la igualdad y la libertad, no pueden aceptar su homosexualidad. Una década después, la familia se reúne nuevamente para conversar sobre las ideas de familia, la homosexualidad, las luchas ideológicas y el avance de la enfermedad de Ricardo.

## Reparto
- Gloria Almario Álvarez
- Ricardo Imery Valderrama
- Enrica Colazzo Misciali
- Ángela Romero Leyton
- Natalia Imery Almario
- Luciano Colery